# Nawaz Sharif
Mian Muhammad Nawaz Sharif, em urdu میاں محمد نواز شریف, (Lahore, 25 de dezembro de 1949) é um político paquistanês, que foi por três vezes primeiro-ministro de seu país de 1990 até 1993, de 1997 até 1999 e de 2013 até 2017. Seu partido político é o PML-N (grupo de Nawaz).

## Vida
Ele tornou-se premier primeiramente em 1º de novembro de 1990, com uma plataforma governamental conservadora e prometendo o fim da corrupção. Seu mandato foi interrompido em 18 de abril de 1993, quando o presidente paquistanês Ghulam Ishaq Khan dissolveu a Assembleia Nacional e anunciou Balakh Sher Mazari como o novo primeiro-ministro. Menos de seis semanas depois, a Suprema Corte do Paquistão invalidou o presidente, reconstitutindo o parlamento e o retorno de Sharif ao poder em 26 de maio de 1993. Sharif renunciou ao gabinete em 18 de julho de 1993, após acusações de corrupção contra ele. Moin Qureshi o sucedeu interinamente, até que fossem realizadas novas eleições, que foram vencidas por Benazir Bhutto.
Ele é mais conhecido internacionalmente por ordenar que seu país realizasse testes nucleares em 1998, em resposta ao testes indianos, e por ter sido destituído do seu cargo através de um golpe de Estado liderado pelo general Pervez Musharraf. Seu governo foi marcado por políticas conservadoras, corrupção e progressos econômicos.
Em 28 de julho de 2017, a Suprema Corte paquistanesa barrou Sharif de se candidatar a qualquer cargo público por um período de 10 anos e ainda foi impedido de deixar o país. Ele foi acusado de evasão de divisas, além de outros crimes contra a ordem financeira. Após a inabilitação pela Suprema Corte como parlamentar em decorrência de condenação em caso revelado pelos Panama Papers, Sharif seguiu a determinação judicial e renunciou ao cargo de primeiro-ministro do país no dia 28 de julho. Em 1 de agosto, o seu aliado e empresário Shahid Khaqan Abbasi foi eleito para sucedê-lo no comando do país.
Em julho de 2018 o ex-primeiro-ministro foi condenado a dez anos de prisão pela posse dos apartamentos em Londres, e a sua filha, Maryam, foi condenada a sete anos de prisão. Os dois foram presos, mas em setembro a sentença foi suspensa pelo Tribunal Superior de Islamabad.
Em Dezembro de 2018, um tribunal anticorrupção do Paquistão condenou a sete anos de prisão Nawaz Sharif pela posse de uma fábrica de aço. O juiz do Gabinete Nacional de Responsabilidade, o órgão de combate à corrupção paquistanês, condenou o ex-primeiro-ministro a sete anos de prisão e ao pagamento de uma multa de 2,5 milhões de dólares (cerca de 2,2 milhões de euros) por considerar que a empresa Al-Azizia Steel Mills, em nome de um dos seus filhos na Arábia Saudita, pertence ao ex-primeiro-ministro, que não conseguiu provar como financiou esse projeto.